# 旧金山剧院区
37°46′57″N 122°24′39″W / 37.7825°N 122.4108°W

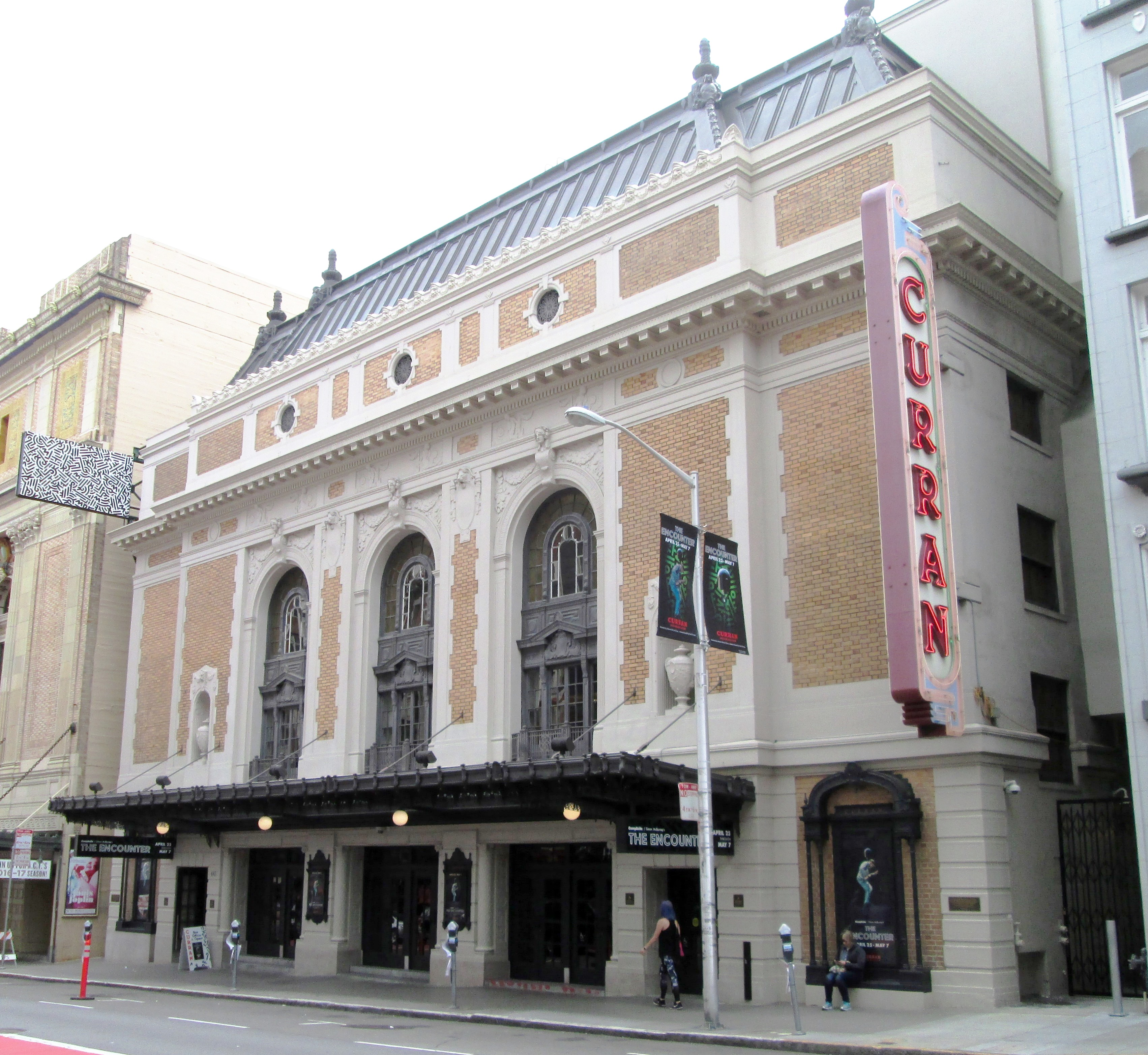
柯伦剧院

旧金山剧院区（San Francisco Theatre District）是旧金山的一个社区，以位于那里的剧院命名。。
该区包括联合广场（Union Square）购物区和 田德隆（Tenderloin）和市政中心（Civic Center）社区的一部分。该区的剧院包括奥芬剧院（Orpheum Theatre）、柯伦剧院（Curran Theatre）、金门剧院（Golden Gate Theatre），和美国经典剧目剧团（American Conservatory Theater，包括斯特兰德和吉里剧院，The Strand and Geary Theaters）。

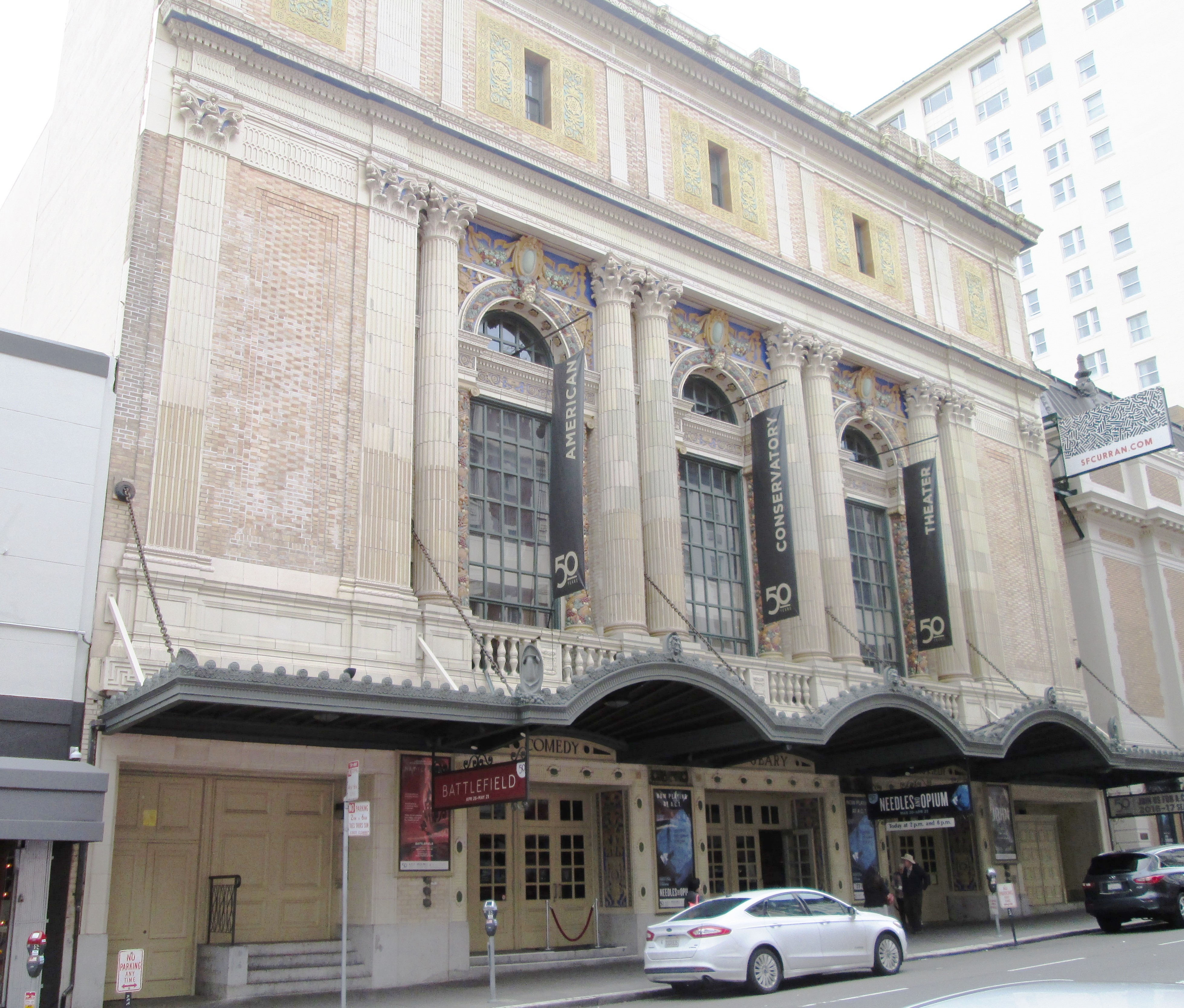
吉里剧院
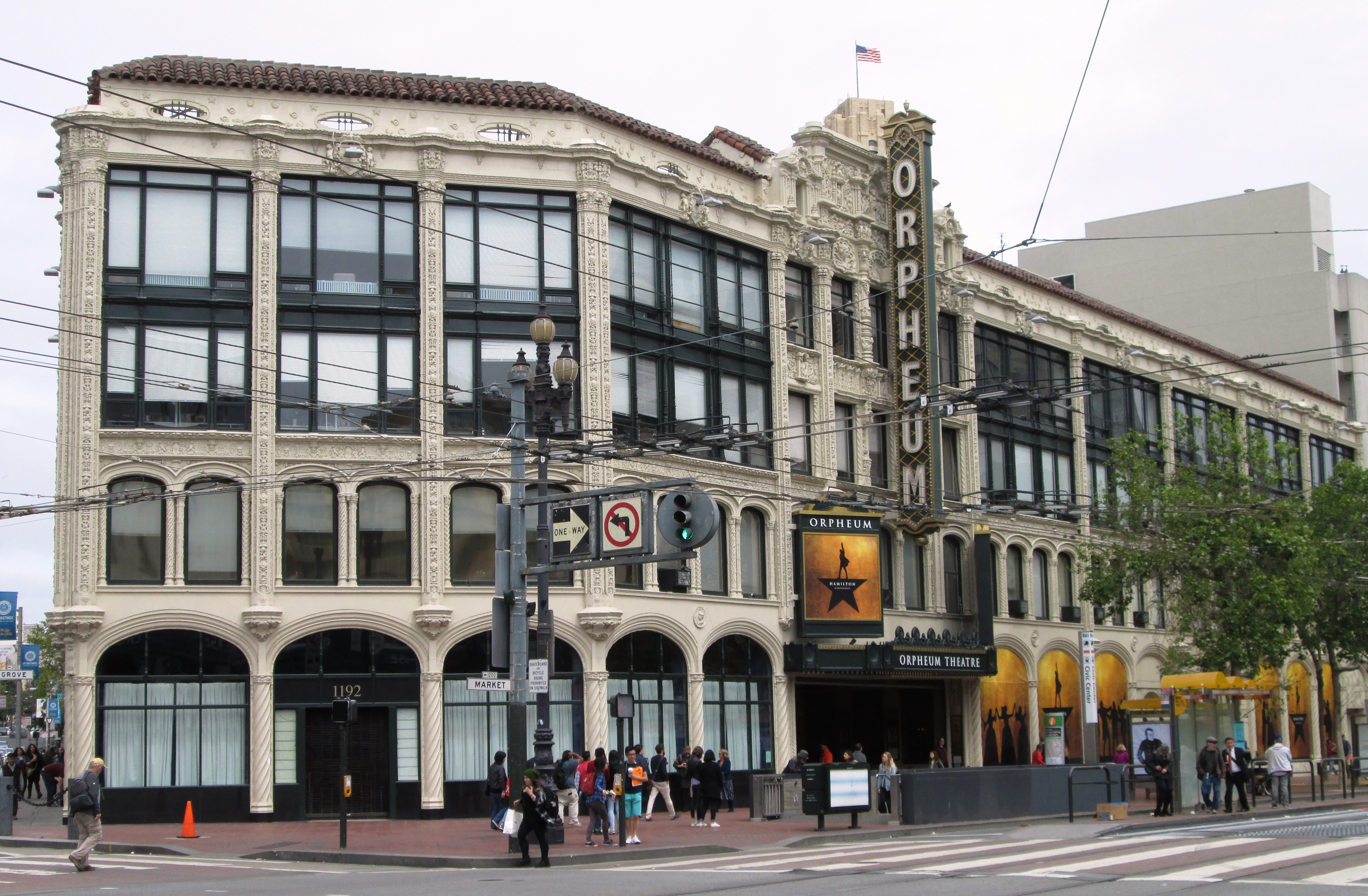
奥芬剧院
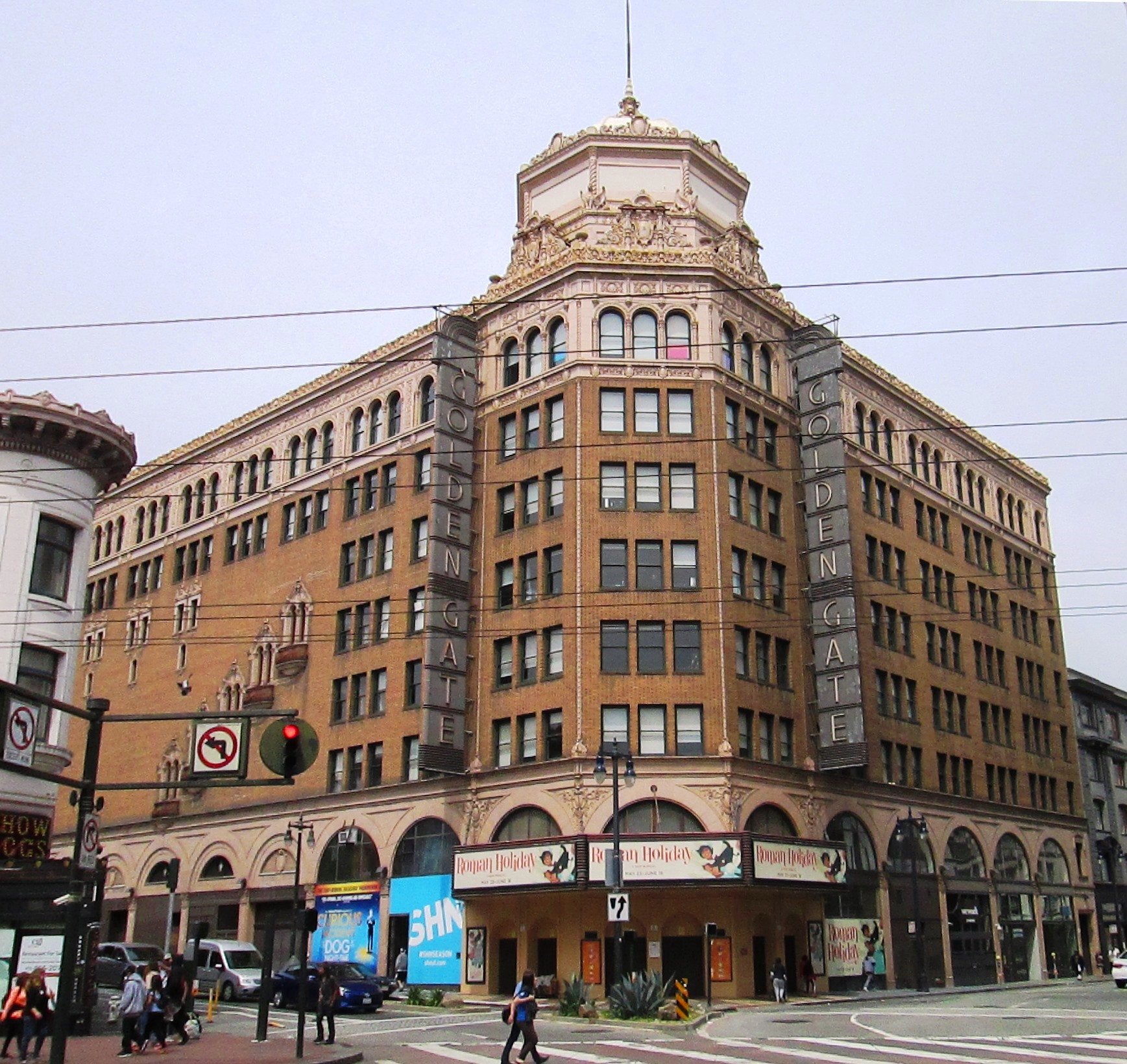
金门剧院